# Giuseppe Biagi (pittore)
Giuseppe Biagi (Viareggio, 3 febbraio 1949) è un pittore italiano, appartenente al movimento della Metacosa.

## Biografia
Frequenta dapprima il liceo artistico di Carrara per poi studiare Lettere all'Università di Pisa.
Dopo una prima produzione informale aderisce, nel 1981, al Gruppo Narciso Arte fondato dal critico Giorgio Di Genova e comprendente, tra gli altri, Michele Cossyro, Giuseppe Rogolino e Luca Maria Patella.
Due anni dopo fa parte del gruppo della Metacosa con Giuseppe Bartolini, Gianfranco Ferroni, Bernardino Luino, Sandro Luporini, Lino Mannocci e Giorgio Tonelli. Il gruppo espose per la prima volta a Villa Paolina a Viareggio nel 1983 sotto la cura del critico Roberto Tassi che ne seguì l'attività anche nelle successive esposizioni.
Importanti le personali come Opere recenti del 1988 presso lo Studio Steffanoni di Milano curata da Roberto Tassi e Vittorio Sgarbi, Opere recenti del 1990 presso la Galleria Forni di Bologna e la personale curata da Flaminio Gualdoni alla Galleria Il Polittico di Roma. Tra le collettive Narcissus (1982) Palazzo delle Esposizioni di Roma, Obiettivo immagine (1983) Galleria Davico, Torino e Quinta triennale dell'incisione (1986) Palazzo della Permanente, Milano.
Nel 1996 partecipa all’Esposizione Nazionale Quadriennale d'Arte di Roma, presso il Palazzo delle Esposizioni di Roma e una sua opera viene acquistata dalla Camera dei Deputati di Montecitorio, Roma.
Nel 2004, sotto la curatela di Philippe Daverio, il gruppo della Metacosa si riunisce nella collettiva Fenomenologia della Metacosa - 7 artisti nel 1979 a Milano e 25 anni dopo allo Spazio Oberdan di Milano.
Nel 2007 partecipa alla mostra Arte italiana. 1968-2007. Pittura tenutasi a Palazzo Reale di Milano e curata da Maurizio Sciaccaluga, mentre nel 2011 è invitato da Mina Gregori al Padiglione Italia in occasione della 54ª Biennale di Venezia curata da Vittorio Sgarbi.
Nel 2013 espone nella collettiva organizzata da Porsche Cofani d'autore al Museo del parco di Portofino e a Forte dei Marmi, insieme a Bruno Ceccobelli, Gillo Dorfles, Marco Lodola e Ben Vautier.
Sue opere si trovano presso musei pubblici come la Camera dei deputati di Roma, Galleria d'arte moderna e contemporanea Lorenzo Viani - GAMC di Viareggio, MAGI '900 - Museo delle eccellenze artistiche e storiche di Bologna e Museo Epicentro di Barcellona Pozzo di Gotto, Messina
Si sono occupati di lui, fra gli altri, Philippe Daverio, Giorgio Di Genova, Marco Goldin, Mina Gregori, Flaminio Gualdoni, Alessandro Riva, Ruggero Savinio, Maurizio Sciaccaluga, Vittorio Sgarbi, Giorgio Soavi, Roberto Tassi e Marco Vallora.